# Ланглуазия
Ланглуа́зия (лат. Langloisia) — монотипный род травянистых растений семейства Синюховые (Polemoniaceae). Единственный вид — Ланглуа́зия щети́нистейшая (лат. Langloisia setosissima) из западной части Северной Америки, где он растёт на пустынных горных склонах и равнинах от восточного Орегона и Айдахо до восточной Калифорнии и Аризоны на юге.
Это однолетнее растение высотой 4—20 см. Листья спирально расположенные, линейные, 2—3 см длиной, густо щетинистые, с зубчатым краем. Цветки белые пятнистые или светло-фиолетовые, 1,5—2 см в диаметре, с глубоко рассечённым 5-лопастным венчиком.

## Название
Родовое название лат. Langloisia дано в честь Огюста Бартелеми Ланглуа (фр. Auguste Barthélemy Langlois, 1832—1900), священника и ботаника из Луизианы.